# 大里贝朗
大里贝朗是巴西圣保罗州的一个市镇。总面积332.071平方公里，总人口7046人，人口密度21.2人/平方公里。